# International Gamers Award
L'International Gamers Award (IGA) è un premio internazionale per i giochi da tavolo e per i wargame.
Fondato nel 2000 da Greg J. Schloesser e dalla Strategy Gaming Society con il nome The Gamers' Choice Award, nel 2003 ha cambiato il nome in quello definitivo.

## Il premio
Per poter concorrere al premio, un gioco deve essere stato pubblicato tra il 1º luglio dell'anno precedente e il 30 giugno dell'anno in corso.
L'elenco dei giochi che concorrono all'attribuzione del premio è di solito pubblicato nel mese di agosto ed i vincitori vengono annunciati a settembre; la cerimonia di premiazione si svolge nel corso della fiera di Essen nel mese di ottobre.

## La giuria
La giuria è composta da personalità di rilievo nel campo dei giochi da tavolo provenienti da tutto il mondo, tale da rendere il premio internazionale.
In particolare sono presenti, al 2021, anche due componenti italiani: Andrea Ligabue e Mauro Di Marco.

## I premi
Annualmente vengono assegnati due premi:

### Multiplayer Award
Ovvero il premio per il miglior gioco per più giocatori, in precedenza denominato "General strategy multi-player" o nel 2020 "General strategy".

### Two Player Award
Ovvero il premio per il miglior gioco per 2 giocatori, in precedenza denominato "General strategy 2-player".

### Altri premi
Fino al 2009 è stato assegnato anche il premio Historical Simulation Game (Wargame) al miglior gioco di simulazione storica.
Nel 2021 è stato assegnato anche il Solo Award al miglior gioco per un giocatore.

## Vincitori

### Multiplayer Award
Fino al 2019 denominato "General strategy multi-player" e, nel 2020, "General strategy".
Questo premio è assegnato al miglior gioco di strategia.
Per poter rientrare in questa categoria, un gioco deve essere stato pubblicato tra il 1º luglio dell'anno precedente e fino al 30 giugno dell'anno in corso.
| Anno | Gioco                                     | Autore                             | Editore                               |
| ---- | ----------------------------------------- | ---------------------------------- | ------------------------------------- |
| 2000 | Tikal                                     | Wolfgang Kramer e Michael Kiesling | Ravensburger                          |
| 2001 | I Principi di Firenze                     | Wolfgang Kramer e Richard Ulrich   | Alea Ravensburger                     |
| 2002 | San Marco                                 | Alan R. Moon e Aaron Weissblum     | Ravensburger                          |
| 2003 | Puerto Rico (ex aequo)                    | Andreas Seyfarth                   | Alea Ravensburger                     |
|      | Age of Steam (ex aequo)                   | Martin Wallace                     | Warfrog                               |
| 2004 | Saint Petersburg                          | Bernd Brunhofer                    | Hans im Gluck                         |
| 2005 | Ticket to Ride Europe                     | Alan R. Moon                       | Days of Wonder                        |
| 2006 | Caylus                                    | William Attia                      | Ystari Games                          |
| 2007 | Through the Ages: A Story of Civilization | Vlaada Chvátil                     | Czech Board Games                     |
| 2008 | Agricola                                  | Uwe Rosenberg                      | Lookout Games                         |
| 2009 | Le Havre                                  | Uwe Rosenberg                      | Lookout Games                         |
| 2010 | Age of Industry                           | Martin Wallace                     | Treefrog Games                        |
| 2011 | 7 Wonders                                 | Antoine Bauza                      | Repos                                 |
| 2012 | Trajan                                    | Stefan Feld                        | Ammonit                               |
| 2013 | Terra Mystica                             | Jens Drögemüller e Helge Ostertag  | Feuerland                             |
| 2014 | Russian Railroads                         | Helmut Ohley e Leonhard Orgler     | Hans im Gluck                         |
| 2015 | Sulle Tracce di Marco Polo                | Simone Luciani e Daniele Tascini   | Hans im Gluck                         |
| 2016 | Mombasa                                   | Alexander Pfister                  | Eggertspiele                          |
| 2017 | Great Western Trail                       | Alexander Pfister                  | Eggertspiele                          |
| 2018 | I Ragià del Gange                         | Inka & Markus Brand                | Huch!, dV Giochi                      |
| 2019 | Root                                      | Cole Wehrle                        | Leder Games                           |
| 2020 | Barrage                                   | Tommaso Battista e Simone Luciani  | Cranio Creations                      |
| 2021 | Le Rovine Perdute di Arnak                | Elwin e Min Štach                  | Czech Games Edition, Cranio Creations |

### Two Player Award
Fino al 2019 denominato "General strategy 2-player".
Questo premio è assegnato al miglior gioco di strategia per 2 giocatori.
Per poter rientrare in questa categoria, un gioco deve essere stato pubblicato tra il 1º luglio dell'anno precedente e fino al 30 giugno dell'anno in corso.
| Anno | Gioco                                        | Autore                                               | Editore              |
| ---- | -------------------------------------------- | ---------------------------------------------------- | -------------------- |
| 2000 | Le Città Perdute                             | Reiner Knizia                                        | Kosmos               |
| 2001 | Battle Cry                                   | Richard Borg                                         | Avalon Hill          |
| 2002 | DVONN                                        | Kris Burm                                            | Rio Grande Games     |
| 2003 | Il Signore degli Anelli: la Sfida            | Reiner Knizia                                        | Kosmos               |
| 2004 | Memoir '44                                   | Richard Borg                                         | Days of Wonder       |
| 2005 | La Guerra dell'Anello                        | Roberto Di Meglio, Marco Maggi e Francesco Nepitello | Nexus Games          |
| 2006 | Twillight Struggle                           | Jason Matthews                                       | GMT Games            |
| 2007 | Mr. Jack                                     | Bruno Cathala e Ludovic Maublanc                     | Hurrican             |
| 2008 | 1960: The Making of the President            | Christian Leonhard e Jason Matthews                  | Z-Man Games          |
| 2009 | Day & Night                                  | Valentijn Eekels                                     | Mystics              |
| 2010 | Campaign Manager 2008                        | Christian Leonhard e Jason Matthews                  | Z-Man Games          |
| 2011 | Pochi acri di neve                           | Martin Wallace                                       | Treefrog Game        |
| 2012 | Agricola: Tutte le Creature Grandi e Piccole | Uwe Rosenberg                                        | Z-Man Games          |
| 2013 | Le Havre: Ancora in Porto                    | Uwe Rosenberg                                        | Z-Man Games          |
| 2014 | Limes                                        | Martyn F                                             | Abacus Spiele        |
| 2015 | Wir sind das Volk                            | Richard Sivél e Peer Sylvester                       | Histogame            |
| 2016 | 7 Wonders Duel                               | Antoine Bauza e Bruno Cathala                        | Repos                |
| 2017 | Arkham Horror: The Card Game                 | Nate French e Matthew Newman                         | Fantasy Flight Games |
| 2018 | Nome in Codice Duetto                        | Vlaada Chvatil e Scot Eaton                          | Czech Games          |
| 2019 | Lincoln                                      | Martin Wallace                                       | PSC Games            |
| 2020 |                                              |                                                      |                      |
| 2021 | My City                                      | Reiner Knizia                                        | Kosmos, Giochi Uniti |

### Solo Award
Premio al miglior gioco per un giocatore.
| Anno | Gioco               | Autore      | Editore                               |
| ---- | ------------------- | ----------- | ------------------------------------- |
| 2021 | Under Falling Skies | Tomáš Uhlíř | Czech Games Edition, Cranio Creations |

### Historical Simulation Game (Wargame)
Questo premio è assegnato al miglior gioco di simulazione storica.
Per poter rientrare in questa categoria, un gioco deve essere stato pubblicato tra il 1º gennaio e il 31 dicembre dell'anno precedente.
| Anno | Miglior gioco di simulazione storica |
| ---- | ------------------------------------ |
| 2000 | Paths of Glory: The First World War  |
| 2001 | Drive on Paris                       |
| 2002 | Wilderness War                       |
| 2003 | Hammer of the Scots                  |
| 2004 | Lock and Load                        |
| 2005 | Sword of Rome                        |
| 2006 | Twilight Struggle                    |
| 2007 | A Victory Lost                       |
| 2008 | Asia Engulfed                        |
| 2009 | Unhappy King Charles!                |